# Río La Paz
El río La Paz es un río de Bolivia, afluyente del río Boopi. Se forma de la confluencia de los ríos Choqueyapu y Achocalla.se lo considera el segundo río más contaminado según  rivers are life De los 1.052 sitios de estudio, 270 tenían al menos un API que excedía el nivel seguro de concentración en el medio ambiente. Eso es el 25,7% de todos los sitios fluviales muestreados. La contaminación farmacéutica se produce en todo el mundo a niveles peligrosos todos los días. El río de la paz destaca como el segundo al nivel mundial soló detrás de el  El río Ravi en Lahore

## Curso
En la confluencia del río Achocalla con el río Choqueyapu, el río recibe el nombre de La Paz. En una longitud de unos 140 kilómetros, desciende casi 2.500 metros de altitud. Durante los primeros treinta kilómetros, el río La Paz continúa fluyendo en dirección sur y tiene un fondo de valle de aproximadamente un kilómetro de ancho, por lo que su valle todavía está bastante densamente poblado y utilizado para la agricultura. Debajo de Tirata (kilómetro 83 en total desde el nacimiento), el valle se vuelve tan estrecho que ya no es posible ningún asentamiento. En todo el tramo sólo dos puentes carreteros cruzan el río (km 102 y km 143).
El río La Paz luego gira hacia el este por otros 30 kilómetros y luego continúa fluyendo en dirección noreste hasta su desembocadura. El fondo del valle tiene aquí un carácter semidesértico, mientras que la mitad superior de las laderas del valle, con una pendiente de aproximadamente dos mil metros, está cubierta por bosques nubosos, como resultado de sistemas de viento muy regulares entre montañas y valles. Afluentes importantes en este tramo son el río Miguillas (km 166, 897 m ) y el río Tamampaya a la izquierda (km 181, 832 m, alrededor de 55 m³/s). Por encima del Tamampaya, el río La Paz tiene un caudal de agua promedio de 81 m³/s alcanzados. 

## Régimen de drenaje
De acuerdo con el clima tropical marginal y húmedo variable de su cuenca, el caudal de agua fluctúa mucho a lo largo del año. La zona de captación superior que bordea el Altiplano recibe cantidades de precipitación significativamente menores que la zona de los Yungas inferiores, que se encuentran en las masas de aire húmedas debajo de la versión de los vientos alisios . El rango se extiende desde menos de 500 milímetros por año hasta más de 3000 milímetros.